# Château des Brouillards
Le château des Brouillards est une folie du XVIIIe siècle située au 13, rue Girardon à Paris.

## Situation et accès
La propriété est située à l'angle de la place Dalida et de l'allée des Brouillards, et s'étendait jusqu'à la place Constantin-Pecqueur.

## Description
Le bâtiment est composé de deux étages, avec un rez inférieur et supérieur. Sa superficie est de 300 m2. La totalité des niveaux est visible sur le versant ouest et au nord la façade ornée d'un fronton triangulaire, percé d'un œil-de-bœuf, ne laissant voir que trois niveaux et l'escalier desservant le premier niveau. L'allée centrale décrit un arc de cercle sous des arbres centenaires.[réf. nécessaire]

## Historique
Saint Denis, premier évêque de Lutèce fut décapité vers 250-270 par les Romains en compagnie du prêtre Rustique et de l'archidiacre Éleuthère. Selon la légende, l'évêque aurait pris sa tête entre les mains pour la laver à la fontaine qui était située sur la parcelle que l'on voit dans le square Suzanne-Buisson — où l'on peut voir aujourd'hui une statue du saint homme —, et où s'élèvera plus tard le château des Brouillards.
Sur le plan de Paris d'Albert Jouvin de Rochefort (1672) représentant la butte Montmartre, serpente un sentier qui deviendra la rue des Brouillards, avant de prendre en 1867 son nom actuel de rue Girardon, en hommage au sculpteur François Girardon. En 1772, soit 88 ans avant que Montmartre ne soit rattaché à Paris, Legrand-Ducamjean, avocat au Parlement de Paris, achète au 13, rue des Brouillards ce vaste terrain de 7 000 m2 sur lequel se trouvaient des vignes, une ferme et un moulin dit « Moulin des Brouillards », érigé un siècle plus tôt, mais alors en ruines, après avoir servi de pressoir. Ce nom provenait probablement des vapeurs d'eau provoquées par les sources avoisinantes au contact de l'air frais matinal, et des deux abreuvoirs avoisinants. Il fait raser le moulin pour y construire une folie dans le goût du siècle avec des communs. Il revend le tout à la veille de la Révolution en 1789.

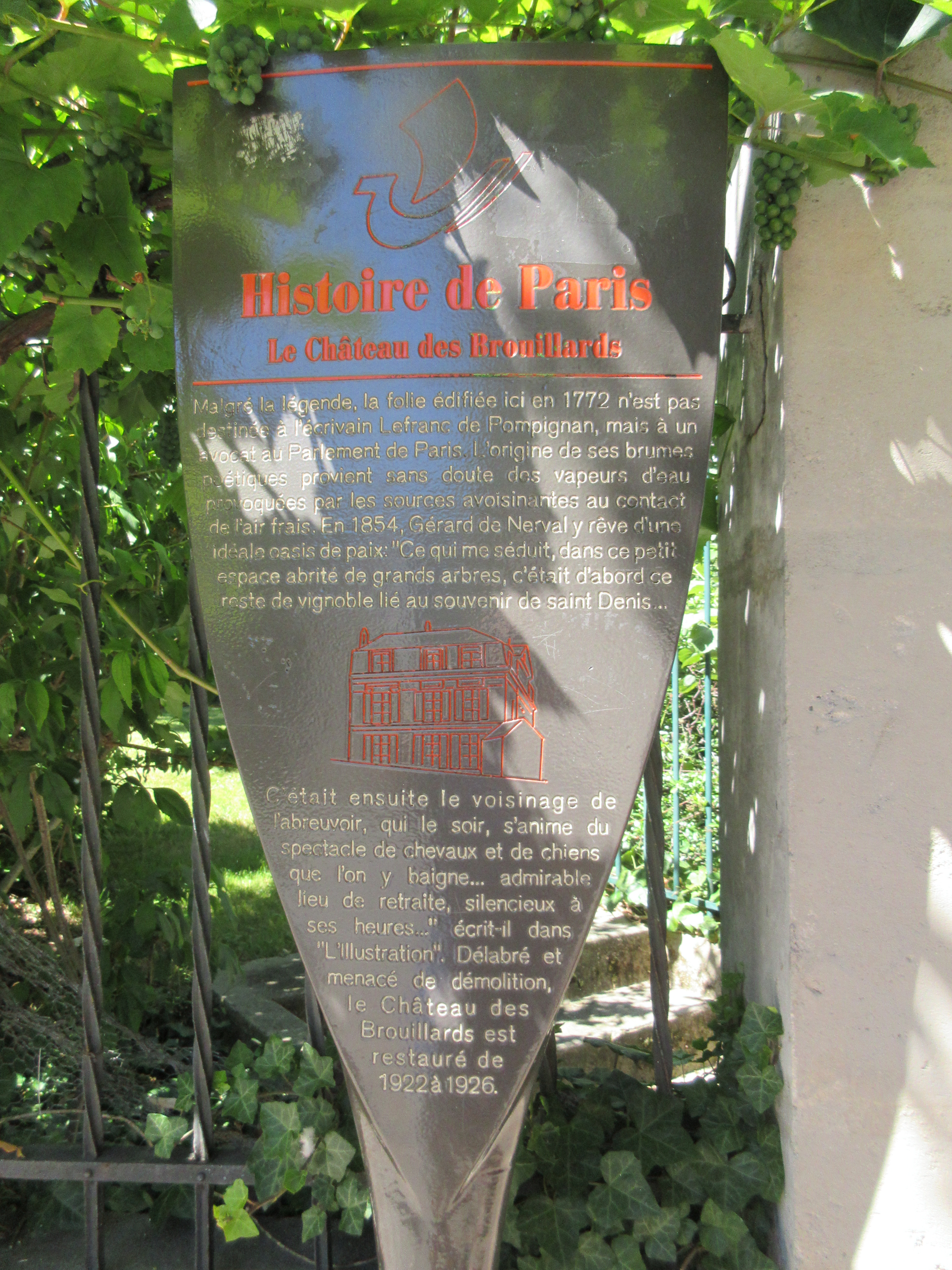
Panneau Histoire de Paris.

La révolution de 1848 amène le club républicain à siéger au château sous la direction de Léon Chautard (1812-1890), qui vit à Montmartre avec son épouse Clémentine Colas. Il est comptable et rédacteur du journal  La Révolution, président du club des républicains et membre de la Société des droits de l'homme, créateur d'un club anarchiste qu'il rebaptisa club des Montagnards après une première arrestation.
Gérard de Nerval, de passage à Montmartre de mars à novembre 1841 à la clinique psychiatrique du docteur Blanche (1796-1852), écrivit quelques lignes sur le château.
En 1850, les communs furent détruits pour laisser la place à des pavillons qu'habitèrent les artistes Théophile Alexandre Steinlen, Kees Van Dongen et Amedeo Modigliani. En 1889, Auguste Renoir et son modèle préféré Aline Charigot (1859-1915), qu'il épouse le 14 avril 1890, s'installent au no 8 allée des Brouillards, dont l'entrée se fait alors par la grille du 13, rue Girardon. Leur second fils, le futur cinéaste Jean Renoir (1894-1979), y naquit le 15 septembre 1894 et y passa ses premières années. Il en gardera le souvenir des chèvres qui venaient brouter les herbes folles du jardin sauvage.

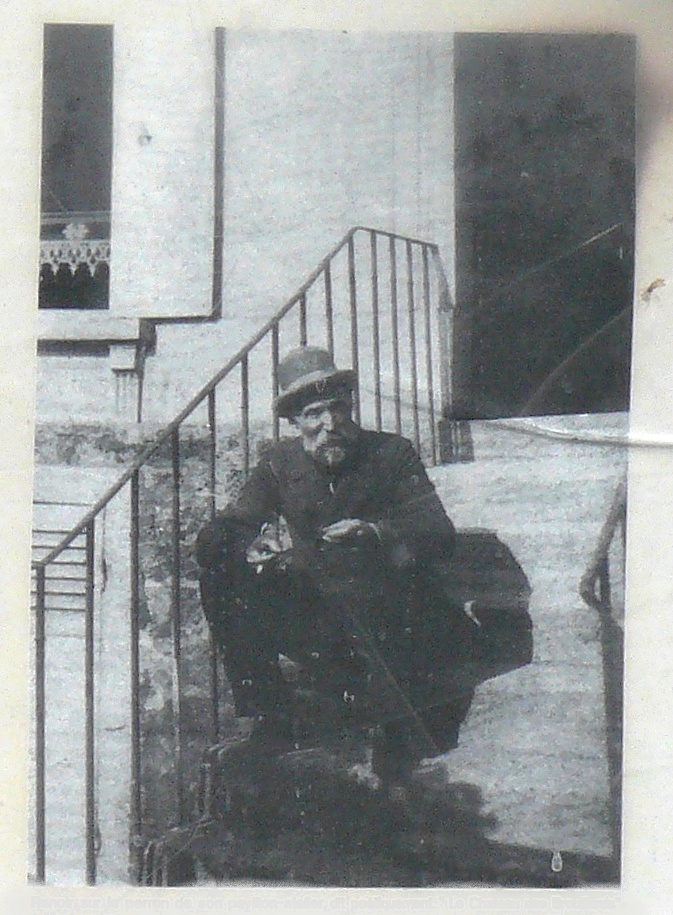
Pierre-Auguste Renoir sur les marches du château, photographie de Martial Caillebotte (1885).

André-Joseph Salis (1848-1903), dit Bibi-la-Purée, un acteur français devenu une figure emblématique de la vie de bohème de Montmartre et de Pigalle, s'invite parfois à la table des Renoir. Jean Renoir écrit également comment sa famille est venue s'installer dans cet endroit. Gabrielle, la nourrice de Jean Renoir, servit de modèle au peintre. Parmi les voisins et invités de la famille se trouvent Paul Alexis, écrivain naturaliste, un familier des soirées de Médan, dont la fille Paule apparaît dans quelques toiles d'Auguste Renoir. Georges Rouault et Jean Cocteau y passèrent comme beaucoup d'autres. En 1897, la famille Renoir quitte les lieux. 
Le terrain est alors un maquis où les Parisiens sans-abri, les gens du spectacle, les faux-monnayeurs, petits truands, et autres bohémiens et anarchistes construisent des baraques. En 1878, à l'emplacement de l'ancienne laiterie du domaine, Kirschbaum, fabricant de lampes, ouvre le bal de la Feuillée de Montmartre, qui eut un certain succès auprès de la bourgeoisie et du milieu artistique, et qui fut fréquenté par quelques célébrités comme Victor Hugo, Léon Gambetta ou Joris-Karl Huysmans. L'établissement devint le Petit Moulin-Rouge, puis périclitant, il fut vendu en 1886.
Léon Bloy habita au pavillon no 3 de 1904 à 1905.
Acheté en ruine en 1920 par Victor Perrot (1865-1963), ce dernier obtint la modification du tracé de l'avenue Junot pour sauver le domaine. L'allée des Brouillards dessert ce site depuis 1929. Perrot mena la restauration du château de 1922 à 1926 et y fait également installer l'électricité. À la suite de difficultés financières, il doit vendre la moitié du domaine en 1928 au général Barthélémy Joseph Alexandre Piraud (1880-1958), tandis qu'il conserve la partie du no 13. Puis le château est acheté et de nouveau rénové par le violoniste Marius Casadesus (1892-1981). Cinq générations de la famille Casadesus vont s'y succéder.
Le 24 avril 2001, la propriété est à vendre à 11 millions de francs mais ne trouve pas preneur. En 2002, un industriel belge de jeans de luxe rachète la partie côté château, fait des travaux importants et le revend en 2012 pour la somme de 7 750 000 euros. Il est de nouveau en vente en 2022 aux alentours de 16 millions d'euros,. 
En juillet 2025,  la propriété est à vendre 13,6 millions d'euros chez Christies Realestate

## Le château des Brouillards vu par les peintres
- Eugène Delâtre, Château des Brouillards, no 11 et no 11bis rue Girardon, 18e arrondissement, 1881, dessin, Paris, musée Carnavalet[16].
- Auguste Renoir, Jardin à Montmartre, 1890-1899, huile sur toile, Oxford, Ashmolean Museum[17].
- Auguste Renoir, Enfants dans le jardin de Montmartre, 1895, huile sur toile, 46 × 55 cm[18].
- André Warnod, Le Château des Brouillards, dessin à la plume[19].

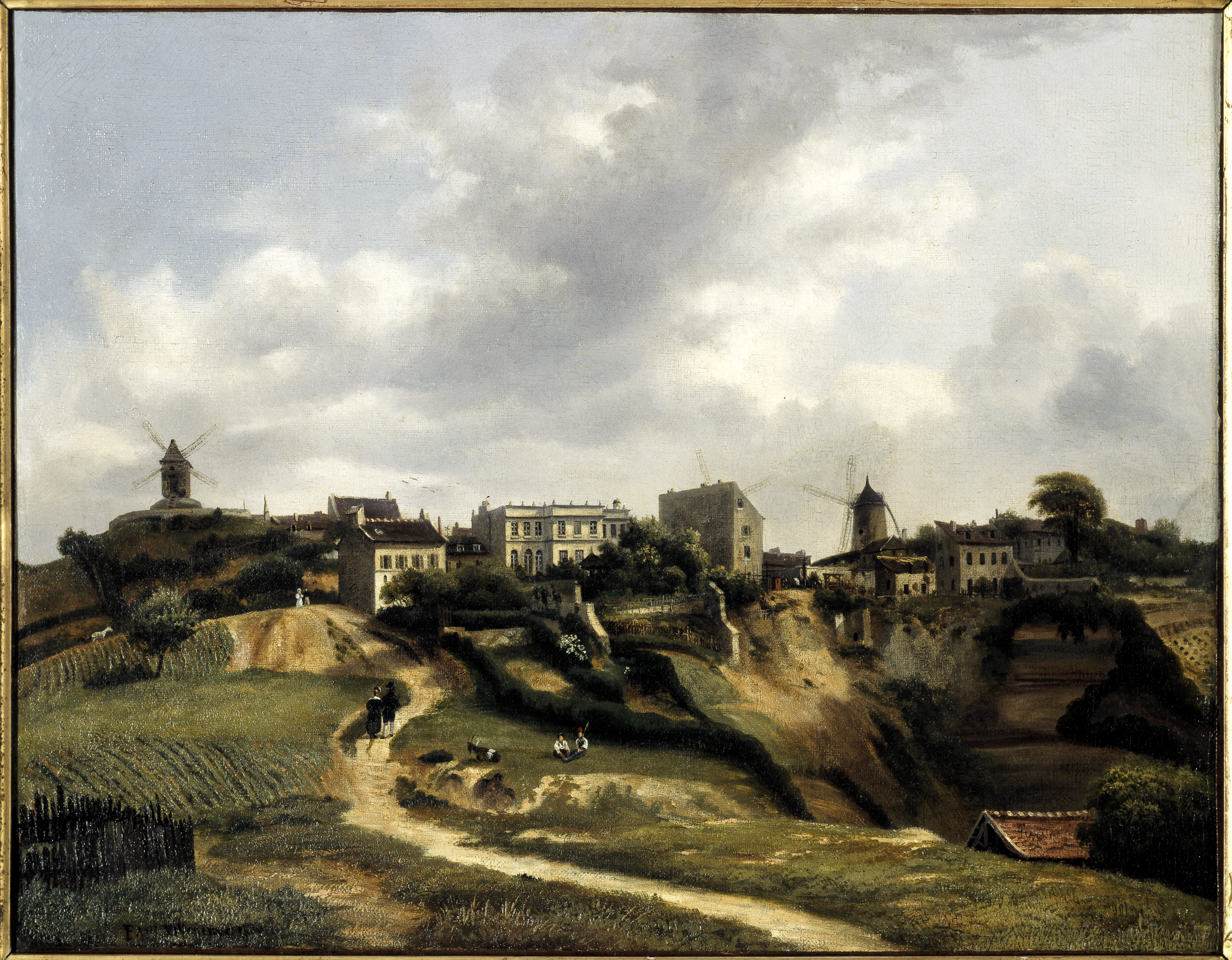
Paul Glon Villeneuve,  Vue de Montmartre (1834), Paris, musée Carnavalet. Au centre du tableau, on reconnaît le château des Brouillards ; à gauche, le moulin Radet.
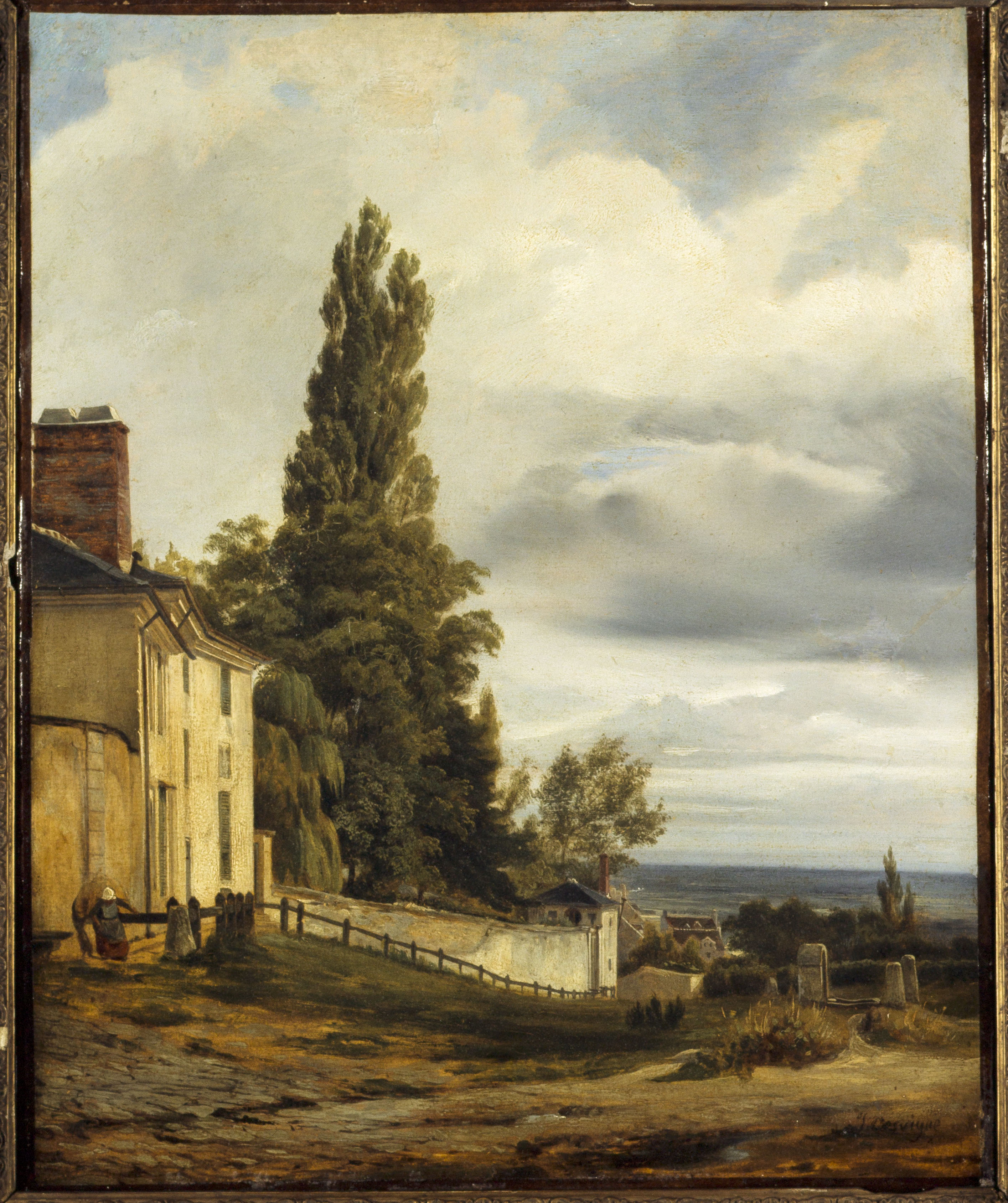
J. Desvigne, Le Château des Brouillards, l'abreuvoir et la fontaine du But, à Montmartre (1840), Paris, musée Carnavalet.
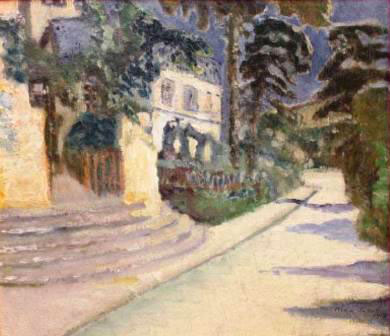
Max Jacob, Château des Brouillards (1918), Paris, musée de Montmartre.